# 拉加罗维利亚
拉加罗维利亚，是西班牙埃斯特雷马杜拉巴达霍斯省的一个市镇。总面积34平方公里，总人口2497人（2011年），人口密度75人/平方公里。